# 1977-es Formula–1 svéd nagydíj
A svéd nagydíj volt az 1977-es Formula–1 világbajnokság nyolcadik futama.

## Futam
A rajtnál Watson megelőzte Andrettit, aki mellett Scheckter is elment. Az amerikai a 2. körben visszavette a vezetést, és a sorrend a 30. körig változatlan maradt, amikor Scheckter megpróbálta megelőzni Watsont, s összeütköztek. A dél-afrikai kiesett, míg Watsonnak ki kellett állnia a boxba. Ennek következtében Hunt feljött a második helyre, akit szorosan követett Depailler, Mass, Laffite és Reutemann. Ekkor Laffite elkezdett támadni, és öt kör alatt Huntig bezáróan megelőzte az előtte haladókat, és megkezdte a felzárkózást a tizenöt másodperccel előtte lévő Andrettire. Eközben Mass megelőzte Depaillert és Huntot, s átvette a harmadik helyet. A negyedik pozícióban ekkor Reutemann autózott. Két körrel a leintés előtt Andrettinek majdnem elfogyott az üzemanyaga, ezért kénytelen volt kiállni tankolni. Laffite az élre állt, és megszerezte a sportág első francia győzelmét. Mass lett a második, Reutemann a harmadik, Depailler a negyedik, Watson az ötödik, míg Andretti a hatodik.
| Helyezés | #  | Versenyző          | Csapat/Motor       | Körök | Idő/Kiesés oka  | Rajthely | Pontszám |
| -------- | -- | ------------------ | ------------------ | ----- | --------------- | -------- | -------- |
| 1        | 26 | Jacques Laffite    | Ligier-Matra       | 72    | 1h46:55,520     | 8        | 9        |
| 2        | 2  | Jochen Mass        | McLaren-Ford       | 72    | + 8,449         | 9        | 6        |
| 3        | 12 | Carlos Reutemann   | Ferrari            | 72    | + 14,369        | 12       | 4        |
| 4        | 4  | Patrick Depailler  | Tyrrell-Ford       | 72    | + 16,308        | 6        | 3        |
| 5        | 7  | John Watson        | Brabham-Alfa Romeo | 72    | + 18,735        | 2        | 2        |
| 6        | 5  | Mario Andretti     | Lotus-Ford         | 72    | + 25,277        | 1        | 1        |
| 7        | 22 | Clay Regazzoni     | Ensign-Ford        | 72    | + 31,266        | 14       |          |
| 8        | 34 | Jean-Pierre Jarier | Team Penske-Ford   | 72    | + 1:04,567      | 17       |          |
| 9        | 16 | Jackie Oliver      | Shadow-Ford        | 72    | + 1:22,479      | 16       |          |
| 10       | 8  | Hans-Joachim Stuck | Brabham-Alfa Romeo | 71    | + 1 kör         | 5        |          |
| 11       | 30 | Brett Lunger       | McLaren-Ford       | 71    | + 1 kör         | 22       |          |
| 12       | 1  | James Hunt         | McLaren-Ford       | 71    | + 1 kör         | 3        |          |
| 13       | 24 | Rupert Keegan      | Hesketh-Ford       | 71    | + 1 kör         | 24       |          |
| 14       | 31 | David Purley       | LEC-Ford           | 70    | + 2 kör         | 19       |          |
| 15       | 27 | Patrick Nève       | March-Ford         | 69    | + 3 kör         | 20       |          |
| 16       | 25 | Harald Ertl        | Hesketh-Ford       | 68    | + 4 kör         | 23       |          |
| 17       | 17 | Alan Jones         | Shadow-Ford        | 67    | + 5 kör         | 11       |          |
| 18       | 28 | Emerson Fittipaldi | Fittipaldi-Ford    | 66    | + 6 kör         | 18       |          |
| 19       | 6  | Gunnar Nilsson     | Lotus-Ford         | 64    | Kerékcsapágy    | 7        |          |
| Ki       | 10 | Ian Scheckter      | March-Ford         | 61    | Erőátvitel      | 21       |          |
| Ki       | 19 | Vittorio Brambilla | Surtees-Ford       | 52    | Üzemanyagnyomás | 13       |          |
| Ki       | 11 | Niki Lauda         | Ferrari            | 47    | Meghajtás       | 15       |          |
| Ki       | 20 | Jody Scheckter     | Wolf-Ford          | 29    | Baleset         | 4        |          |
| Ki       | 3  | Ronnie Peterson    | Tyrrell-Ford       | 7     | Gyújtás         | 10       |          |
| NK       | 9  | Alex Ribeiro       | March-Ford         |       |                 |          |          |
| NK       | 36 | Emilio de Villota  | McLaren-Ford       |       |                 |          |          |
| NK       | 18 | Larry Perkins      | Surtees-Ford       |       |                 |          |          |
| NK       | 33 | Boy Hayje          | March-Ford         |       |                 |          |          |
| NK       | 39 | Héctor Rebaque     | Hesketh-Ford       |       |                 |          |          |
| NK       | 35 | Conny Andersson    | BRM                |       |                 |          |          |
| NK       | 32 | Mikko Kozarowitzky | March-Ford         |       |                 |          |          |

## Statisztikák
Vezető helyen:
- John Watson: 1 (1)
- Mario Andretti: 68 (2-69)
- Jacques Laffite: 3 (70-72)

Jacques Laffite 1. győzelme, Mario Andretti 5. pole-pozíciója, 4. leggyorsabb köre.
- Ligier 1. győzelme.

Ronnie Peterson 100. versenye.
Jackie Oliver utolsó versenye.